# Sønderjysk Elitesport
El Sønderjysk Elitesport es una organización deportiva de Dinamarca. Fue fundado en 1906. El SønderjyskE Fodbold es quien juega en la Superliga de Dinamarca. El club tiene dos equipos de fútbol (el masculino que juega en Haderslev, y el femenino que juega en Vojens), dos equipos de balonmano (uno masculino en Sønderborg, y otro femenino en Aabenraa) y un equipo de hockey sobre hielo en Vojens. Todos los equipos juegan en Jutlandia del Sur. El nombre abreviado es Sønderjysk Elitesport, en (inglés: Southern Jutlandic Elite Sport).

## Historia Reciente
| Temporada                             |    | Pos. | Jg. | G  | E | P  | GF | GC | P  | Copa     | Notas    |
| ------------------------------------- | -- | ---- | --- | -- | - | -- | -- | -- | -- | -------- | -------- |
| 2000-2001                             | 1D | 12   | 33  | 1  | 8 | 24 | 30 | 88 | 11 |          | descenso |
| 3 temporadas en categorías inferiores |    |      |     |    |   |    |    |    |    |          |          |
| 2004-2005                             | 2D | 1    | 30  | 19 | 7 | 4  | 75 | 31 | 64 | 5ª Ronda | ascenso  |
| 2005-2006                             | 1D | 11   | 33  | 6  | 8 | 19 | 41 | 72 | 26 | 4ª Ronda | descenso |
| 2006-2007                             | 2D | 3    | 15  | 10 | 1 | 4  | 34 | 17 | 31 |          | en curso |

## Trayectoria
- 2 temporadas en la Máxima Categoría Danesa
- 8 temporadas en la Segunda División Danesa
- 5 temporadas en la Tercera División Danesa